# Jean-Chrysostome de Villaret
Jean-Chrysostome de Villaret (Rodez, 27 gennaio 1739 – Parigi, 9 maggio 1824) è stato un vescovo cattolico francese.

## Biografia
Compì gli studi ecclesiastici al Seminario di Saint-Sulpice di Parigi. Proseguì, distinguendosi, gli studi universitari.
Fu nominato priore di Besse-Noits e successivamente vicario generale, canonico e teologo di Rodez, sua città natale. 
In seguito alla formazione dell'assemblea provinciale della Haute-Guyenne, Villaret fu nominato presidente, ruolo principale nella gestione amministrativa. 

### Stati generali del 1789
Il 24 marzo 1789, il clero di Villefranche (siniscalcato di Rouergue ) lo elesse agli Stati Generali, dove si schierò con la destra. Non risulta, però, che abbia preso parte attiva alle attività di questa parte dell'assemblea; aderì solo all'Esposizione dei Principi redatta dai vescovi.
Prese parte all'assemblea costituente del 1789 insieme alla maggioranza del suo ordine: votò contro l'aggiunta dei villaggi ai comuni, propose di ridurre a 24 gli amministratori dei dipartimenti, fu assegnato al "comité de règlement", al comitato delle finanze e il comitato per la corrispondenza con le colonie americane.
Si rifiutò di prestare giuramento costituzionale.
Durante il Terrore, Villaret rimase in patria e visse ignorato in una casa di campagna.

### Durante il primo impero
Fu nominato Vescovo di Amiens in forza della "convenzione del 26 messidoro anno IX" (Concordato del 1801) e consacrato il 23 maggio 1802; governò la sua diocesi con saggezza.
Il Concordato stabiliva che il vescovato di Amiens avesse giurisdizione sui due dipartimenti della Somme e dell'Oise. Il Papa, tuttavia, in forza della sua autorità apostolica, ha unito i titoli dei vescovati di Beauvais e Noyon a quelli del vescovato di Amiens. Questa disposizione è stata conservata fino al Concordato dell'11 giugno 1817, in seguito al quale la sede di Beauvais è stata ristabilita, con il dipartimento dell'Oise come suo territorio.

### Inviato in Italia
Nel 1803 Villaret ricevette l'ordine di recarsi in Piemonte per mettere in esecuzione la bolla papale sulla riduzione delle sedi episcopali: venne così trasferito in una delle sedi conservate, quella di Alessandria.
Pochi anni dopo, avendo Napoleone voluto fare di Alessandria una roccaforte, e avendo ordinato la demolizione della cattedrale, la sede vescovile fu trasferita a Casale Monferrato, e Villaret prese il corrispondente titolo. 
Fu grazie alle sue pressioni che fu revocato l'ordine di vendere i beni ecclesiastici del Piemonte.

### Durante la restaurazione
Quando il Piemonte fu restituito al re di Sardegna, Villaret si dimise dal vescovado di Casale e si ritirò.
Sebbene la caduta del governo imperiale lo avesse privato di alcuni vantaggi, vide comunque con gioia il ritorno della casa di Borbone.
Morì a Parigi il 9 maggio 1824 e fu sepolto nel cimitero di Saint-Sulpice a Vaugirard.

## Genealogia episcopale
La genealogia episcopale è:
- Cardinale Guillaume d'Estouteville, O.S.B.Clun.
- Papa Sisto IV
- Papa Giulio II
- Cardinale Raffaele Sansone Riario
- Papa Leone X
- Papa Paolo III
- Cardinale Francesco Pisani
- Cardinale Alfonso Gesualdo di Conza
- Papa Clemente VIII
- Cardinale Pietro Aldobrandini
- Cardinale Laudivio Zacchia
- Cardinale Antonio Barberini, O.F.M.Cap.
- Cardinale Nicolò Guidi di Bagno
- Arcivescovo François de Harlay de Champvallon
- Arcivescovo Hardouin Fortin de la Hoguette
- Cardinale Henri-Pons de Thiard de Bissy
- Cardinale Charles-Antoine de la Roche-Aymon
- Arcivescovo Jérôme-Marie Champion de Cicé
- Vescovo Jean-Chrysostome de Villaret